# The Early Days
The Early Days je DVD set, který uvádí vyčerpávající, z gruntu kompletní historii raných let skupiny Iron Maiden; z jejich skromných začátků ve východním Londýně v roce 1975 až po jejich triumf – album Piece of Mind a turné v roce 1983. DVD také obsahuje velkou sbírku vzácných videí a koncertních stopáží, stejně jako rozhovory s bývalými členy jako jsou Terry Rance, Ron Matthews, Terry Wapram a Bob Sawyer. DVD bylo vydáno 8. listopadu 2004 u EMI.

## Seznam skladeb

### Disk jedna

#### Live at the Rainbow (21. prosince 1980)
1. "The Ides of March"
2. "Wrathchild"
3. "Killers"
4. "Remember Tomorrow"
5. "Transylvania"
6. "Phantom of the Opera"
7. "Iron Maiden"

#### Beast over Hammersmith (20. března 1982)
1. "Murders in the Rue Morgue"
2. "Run to the Hills"
3. "Children of the Damned"
4. "The Number of the Beast"
5. "22 Acacia Avenue"
6. "Total Eclipse"
7. "The Prisoner"
8. "Hallowed Be Thy Name"
9. "Iron Maiden"

#### Live in Dortmund (18. prosince 1983)
1. "Sanctuary"
2. "The Troope"
3. "Revelations"
4. "Flight of Icarus"
5. "22 Acacia Avenue"
6. "The Number of the Beast"
7. "Run to the Hills"

### Disk dva

#### Live at the Ruskin Arms (1980)
1. "Sanctuary"
2. "Wrathchild"
3. "Prowler"
4. "Remember Tomorrow"
5. "Running Free"
6. "Transylvania"
7. "Another Life"
8. "Phantom of the Opera"
9. "Charlotte the Harlot"

#### Dodatečné skladby
1. "Running Free" (živě z Top of the Pops 1980)
2. "Women in Uniform" (živě z Top of the Pops 1980)
3. "Running Free" (živě na Rock and Pop, Německo 1980)

#### Propagační videa
1. "Women in Uniform"
2. "Run to the Hills"
3. "The Number of the Beast"
4. "Flight of Icarus"
5. "The Trooper"

Jako dodatek DVD obsahuje fotogalerii, která obsahuje přes 150 obrázků a kreseb, plný seznam z turné, diskografii a programy z tour.

## Následné plány
Během světového turné "A Matter of Life and Death", se Bruce Dickinson zmínil, že by skupina mohla v roce 2008 „přinést zpět egyptský námět z 80. let“ (zjevný odkaz na album Powerslave). To může znamenat "pokračování" do turné "Early Days" (2005) a toto DVD, které se zdá být ve sledu s dřívějšími výklady, může následovat tour se skladbami z éry od alba Powerslave po album Fear of the Dark.